# 충첩
충첩(蟲捷, ? ~ 기원전 140년) 또는 고첩(蠱捷)은 전한 전기의 제후로, 개국공신 충달의 아들이다.

## 행적
문제 원년(기원전 179년), 충달의 뒤를 이어 곡성후(曲成侯)에 봉해졌다. 죄를 지어 작위가 박탈되었다가 회복되기를 여러 차례 반복하였다.
건원 원년(기원전 140년)에 죽으니 시호를 공(恭)이라 하였고, 아들 충황유가 작위를 이었다.

## 출전
- 사마천, 《사기》 권18 고조공신후자연표
- 반고, 《한서》 권16 고혜고후문공신표